# Ellen Willis

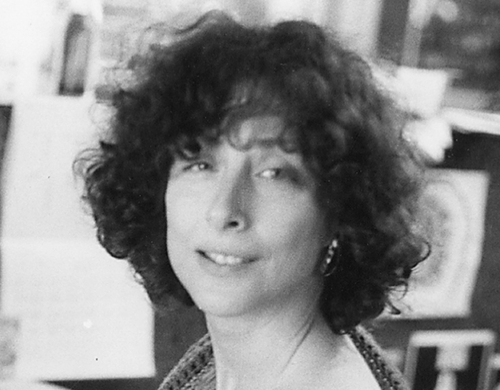
Ellen Willis (Ende der 1970er Jahre)

Ellen Jane Willis (14. Dezember 1941 in New York City – 9. November 2006 ebenda) war eine US-amerikanische linke politische Essayistin, Journalistin, Aktivistin, Feministin und Popmusikkritikerin.

## Frühes Leben und Ausbildung
Willis wurde in Manhattan in eine jüdische Familie geboren und wuchs in den Bezirken Bronx und Queens in New York City auf.  Ihr Vater war Polizeileutnant in der New Yorker Polizeibehörde. Willis studierte am Barnard College und an der University of California in Berkeley vergleichende Literaturwissenschaft.

## Karriere
In den späten 1960er und 1970er Jahren schrieb sie Kritiken über Popmusik für den New Yorker sowie für Village Voice, The Nation, Rolling Stone, Slate und Salon oder für Dissent, wo sie auch Mitglied der Redaktion war. Sie ist Autorin mehrerer Bücher mit gesammelten Aufsätzen.
Zum Zeitpunkt ihres Todes war sie Professorin in der Abteilung Journalismus der New York University und Leiterin des Zentrums für kulturelle Berichterstattung und Kritik.

### Positionen
Willis war bekannt für ihre feministisches Engagement: Sie war Mitglied der New York Radical Women und später Mitbegründerin Anfang 1969 mit Shulamith Firestone der radikal feministischen Gruppe Redstockings. Ab 1979 schrieb Willis Aufsätze, die dem Anti-Pornografie-Feminismus kritisch gegenüberstanden und kritisierte ihn für das, was sie als sexuellen Puritanismus, moralischen Autoritarismus und  als Bedrohung der Redefreiheit ansah. Diese Aufsätze gehören zu den frühesten Zeugnissen feministischer Opposition gegen die Anti-Pornografie-Bewegung in den sogenannten „feministischen Sexkriegen“. Ihr Aufsatz von 1981, Lust Horizons: Ist die Frauenbewegung Pro-Sex? ist der Ursprung des Begriffs „Pro-Sex-Feminismus“.
Sie befürwortete das Recht der Frauen auf Abtreibung. Mitte der 1970er Jahre war sie Gründungsmitglied der Pro-Choice-Straßentheater- und Protestgruppe No More Nice Girls. Sie beschreibt sich selbst als „antiautoritäre demokratische Sozialistin“ und kritisierte, was sie als sozialen Konservatismus und Autoritarismus sowohl auf der rechten als auch auf der linken Seite ansah. In der Kulturpolitik war sie gleichermaßen gegen die Idee, dass kulturelle Themen politisch unwichtig sind, sowie gegen starke Formen der Identitätspolitik und deren Manifestation als politische Korrektheit.
In mehreren Essays und Interviews, die seit den Anschlägen vom 11. September geschrieben wurden, unterstützte sie vorsichtig humanitäre Interventionen und kritisierte, obwohl sie sich gegen die Invasion des Irak 2003 stellte, bestimmte Aspekte der Antikriegsbewegung.
Willis schrieb Essays über den Antisemitismus und kritisierte besonders den linken Antisemitismus. Gelegentlich schrieb sie über das Judentum selbst und verfasste 1977 einen Essay für das Magazin Rolling Stone über die spirituelle Reise ihres Bruders als Baal-Teshuva.
Sie sah politischen Autoritarismus und sexuelle Unterdrückung als eng miteinander verbunden, eine Idee, die auch der Psychologe Wilhelm Reich vertreten hat. Viel von Willis’ Schriften propagiert eine Reichsche oder radikal Freudsche Analyse solcher Phänomene. 2006 arbeitete sie an einem Buch über die Bedeutung radikalen psychoanalytischen Denkens für aktuelle gesellschaftliche und politische Fragestellungen.

### Rockkritik
Von 1968 bis 1975 war Willis die erste Journalistin, die im New Yorker Kritiken über Popmusik schrieb. Sie bekam den Job, nachdem sie 1967 den Artikel „Dylan“ im Underground-Magazin Cheetah veröffentlicht hatte. Zusätzlich zu ihrer Rock-etc.-Kolumne im New Yorker schrieb sie auch Artikel über Popmusik für Rolling Stone, Village Voice und für Liner Notes, für Sammelwerke, z. B. einen Essay über den Velvet Underground für die Greil Marcus „desert island disc“ Anthologie Stranded (1979). Richard Goldstein bezeichnete ihr Werk im Kern als „liberationistisch“ und sagte: „Ellen, Emma Goldman und Abbie Hoffman sind Teil einer verlorenen Tradition – Radikale der Begierde.“
Willis war mit vielen zeitgenössischen Intellektuellen, darunter Robert und Georgia Christgau, Greil Marcus und Richard Goldstein, bekannt. Christgau, Joe Levy, Evelyn McDonnell, Joan Morgan und Ann Powers führten sie alle als Einfluss auf ihre Karrieren und Schreibstile an. 2011 kam die erste Sammlung von Willis’ Musikkritiken und Essays, Out of the Vinyl Deeps (University of Minnesota Press). Herausgegeben wurde das Buch von ihrer Tochter Nona Willis-Aronowitz. Es wurde bekannt gegeben, dass am 30. April 2011 eine Konferenz an der New York University mit dem Titel „Sex, Hope, & Rock ’n’ Roll: The Writings of Ellen Willis“ ihre Anthologie und Popmusikkritik feierte.

## Nachlass
Ihr Nachlass wurde im Jahr 2008 in der Arthur and Elizabeth Schlesinger Library on the History of Women in America, im Radcliffe Institute der Harvard University deponiert.

## Privatleben
Willis wurde vergewaltigt und hatte eine Abtreibung.
Sie heiratete zum ersten Mal als Studentin am Barnard College und ließ sich im Alter von 24 Jahren scheiden. In zweiter Ehe war sie mit dem Soziologieprofessor Stanley Aronowitz (1933–2021) verheiratet, den sie Ende der 1960er Jahre kennengelernt hatte. Das Paar hatte die gemeinsame Tochter Nona Willis-Aronowitz. Willis starb im November 2006 im Alter von 64 Jahren in Queens an den Folgen von Lungenkrebs.

## Auszeichnungen
Eine 2014 erschienene Sammlung ihrer Essays, The Essential Ellen Willis, erhielt den National Book Critics Circle Award in der Kategorie „Kritik“.